# Dünnköpfige Distel
Die Dünnköpfige Distel (Carduus tenuiflorus), auch Schmalköpfige Distel genannt, ist eine Pflanzenart aus der Gattung Ringdisteln (Carduus) innerhalb der Familie der Korbblütler (Asteraceae).

## Beschreibung

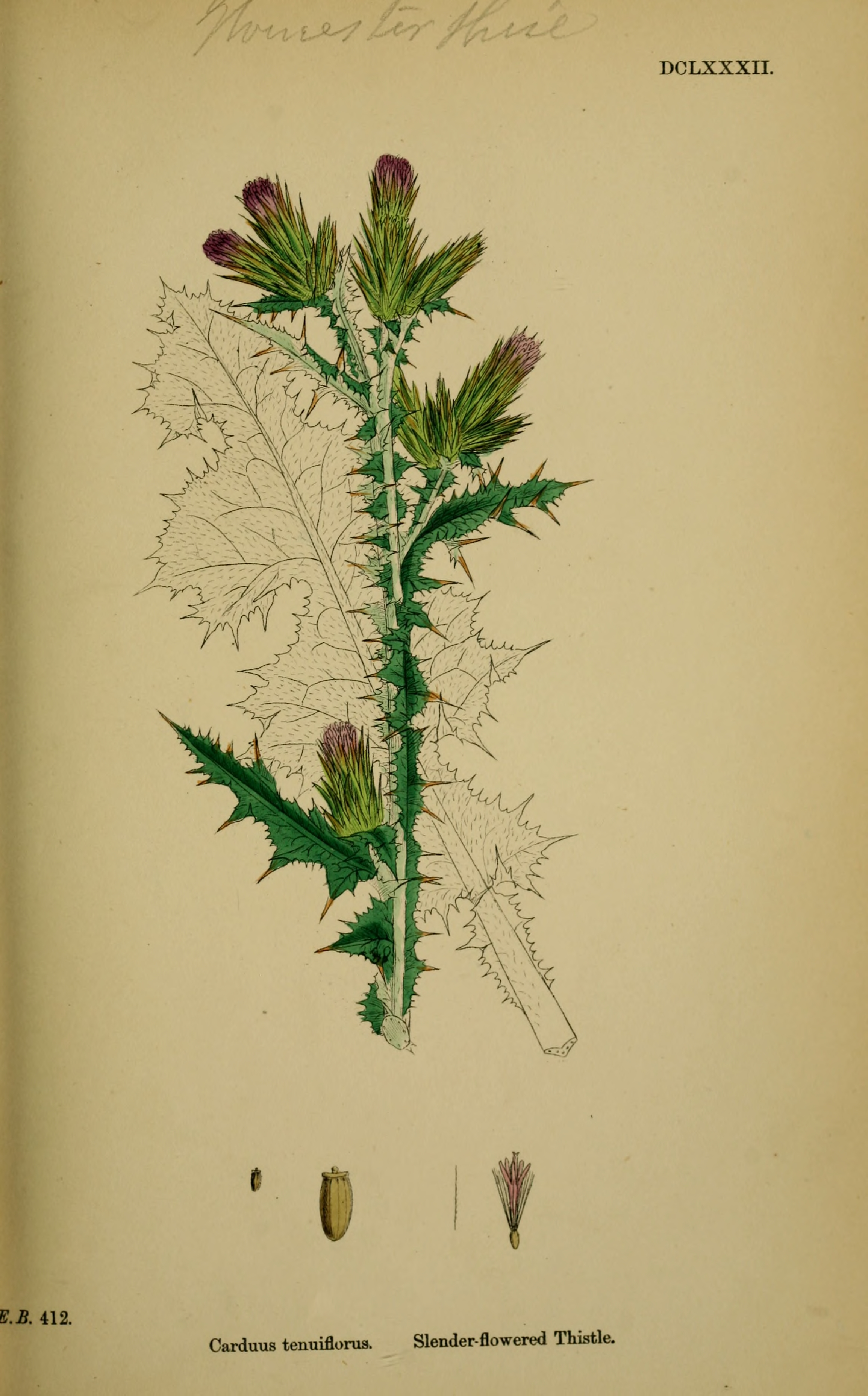
Illustration

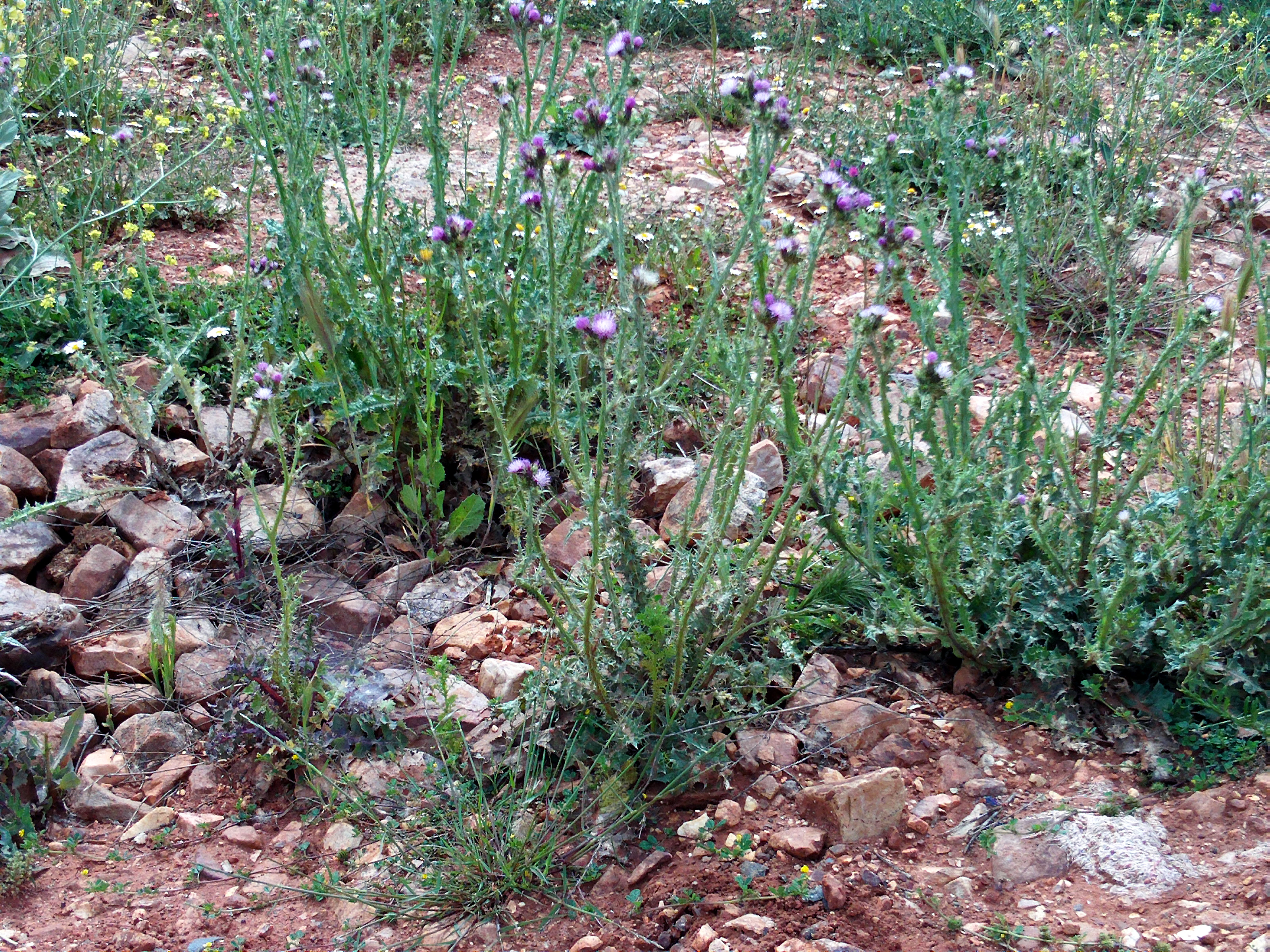
Habitus

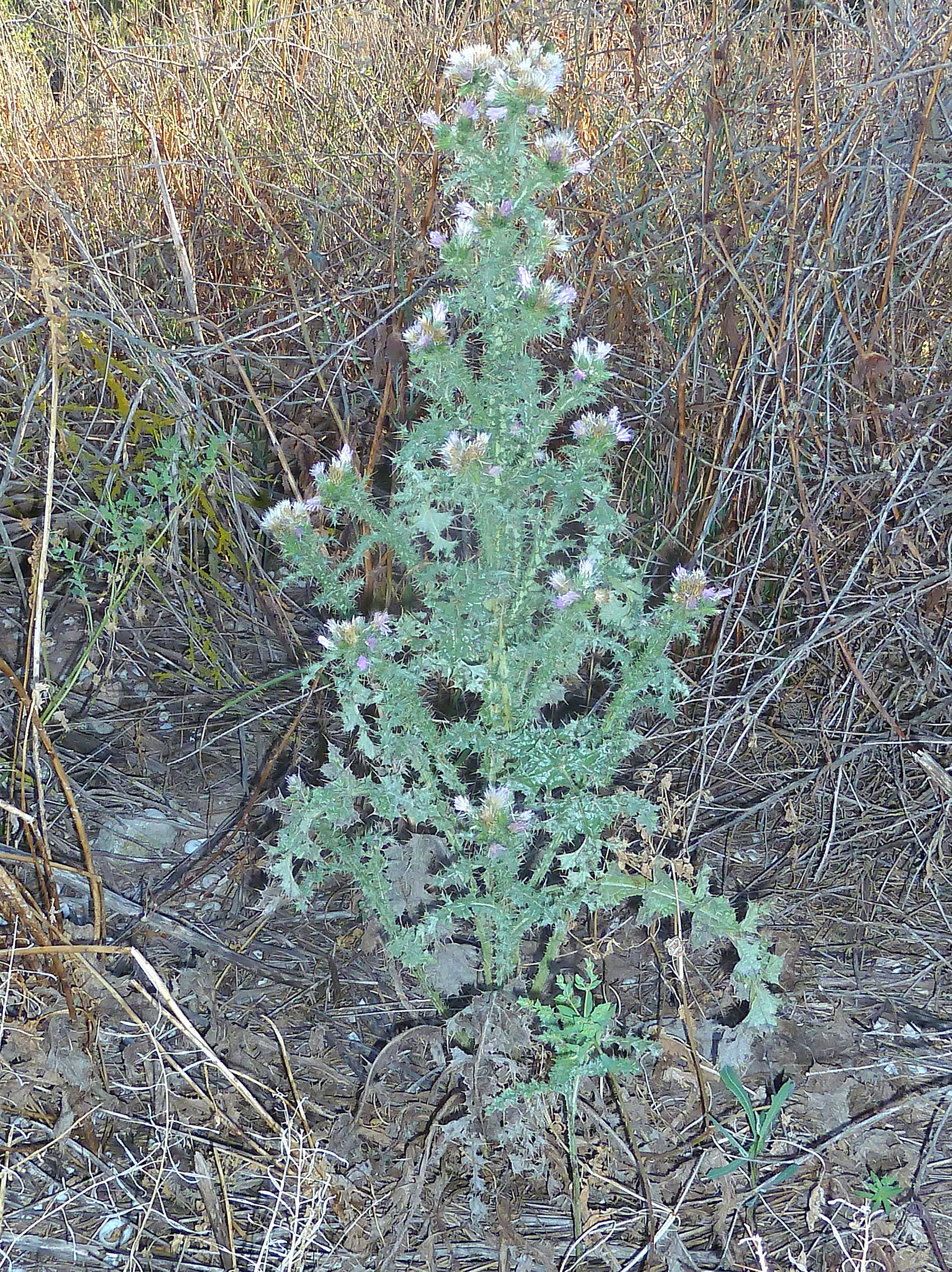
Habitus

### Vegetative Merkmale
Die Dünnköpfige Distel ist eine ein- bis zweijährige krautige Pflanze, die Wuchshöhen von 20 bis 120 (bis 200) Zentimetern erreicht. Die blaugrünen und filzig behaarten Stängel sind aufrecht und von der Mitte an locker in abstehende Äste geteilt. Sie sind sehr breit geflügelt und meist wenig stachelig geflügelt. Die Laubblätter sind im Umriss breit eiförmig, oberseits dunkelgrün und flockig-wollig, unterseits spinnwebig-weißfilzig. Sie sind buchtig und fiederspaltig, die oberen Blätter sind in der Form wenig von den unteren verschieden. Die Blattabschnitte sind breit eiförmig, eckig, gelappt, haben dornige Spitzen und sind am Rand dornig gewimpert.

### Generative Merkmale
Die Blütezeit reicht von April bis August. Im Gesamtblütenstand stehen fünf bis zwanzig körbchenförmige Teilblütenstände dicht geknäuelt zusammen. Der Durchmesser der Blütenkörbchen beträgt 6 bis 10 Millimeter. Die Hüllblätter sind eiförmig-lanzettlich, am Rand ziemlich breit trockenhäutig und mit einem Mittelnerven, der vor der Spitze verschwindet und laufen in einen krautigen Stachel aus. Die innersten Hüllblätter sind ganz häutig und ohne Stachel, sie sind länger als die Blüten. Die Blütenkronen sind rosafarben. Die Kronzipfel sind etwa 1,5-mal so lang wie der erweiterte Teil der Kronröhre.
Die leder-braune, 4 bis 5 Millimeter lange und 10- bis 13-nervige Achäne ist auf beiden Seiten zugespitzt. Die Borsten des Pappus sind 10 bis 15 Millimeter lang.
Die Chromosomenzahl beträgt 2n = 54.

## Vorkommen
Carduus tenuiflorus kommt ursprünglich in Süd- und Westeuropa vor. Sie hat sich von dort weiter nach Mitteleuropa, Nord- und Südamerika, Südafrika, Nordindien (Kashmir) und Australien als Neophyt verbreitet.
Carduus tenuiflorus wächst vorwiegend auf gestörten Standorten, auf trockenen, stickstoffreichen Böden an Straßenrändern und in Weiden. Sie kommt in Pflanzengesellschaften des Verbands Sisymbrion vor.

## Verwechslungsmöglichkeiten
Bei Carduus pycnocephalus L. aus dem Mittelmeerraum wird manchmal ebenfalls der deutschsprachige Trivialname Dünnköpfige Distel verwendet.

## Taxonomie
Die Erstveröffentlichung von Carduus tenuiflorus erfolgte 1789 durch William Curtis in Flora Londinensis, 2 (6, 61), Tafel 55. Synonyme für Carduus tenuiflorus Curtis sind Carduus malacitanus Boiss. & Reut., Carduus corbariensis Timb.-Lagr. & Thévenau und Carduus pycnocephalus subsp. tenuiflorus (Curtis) Batt.